# Gerinne

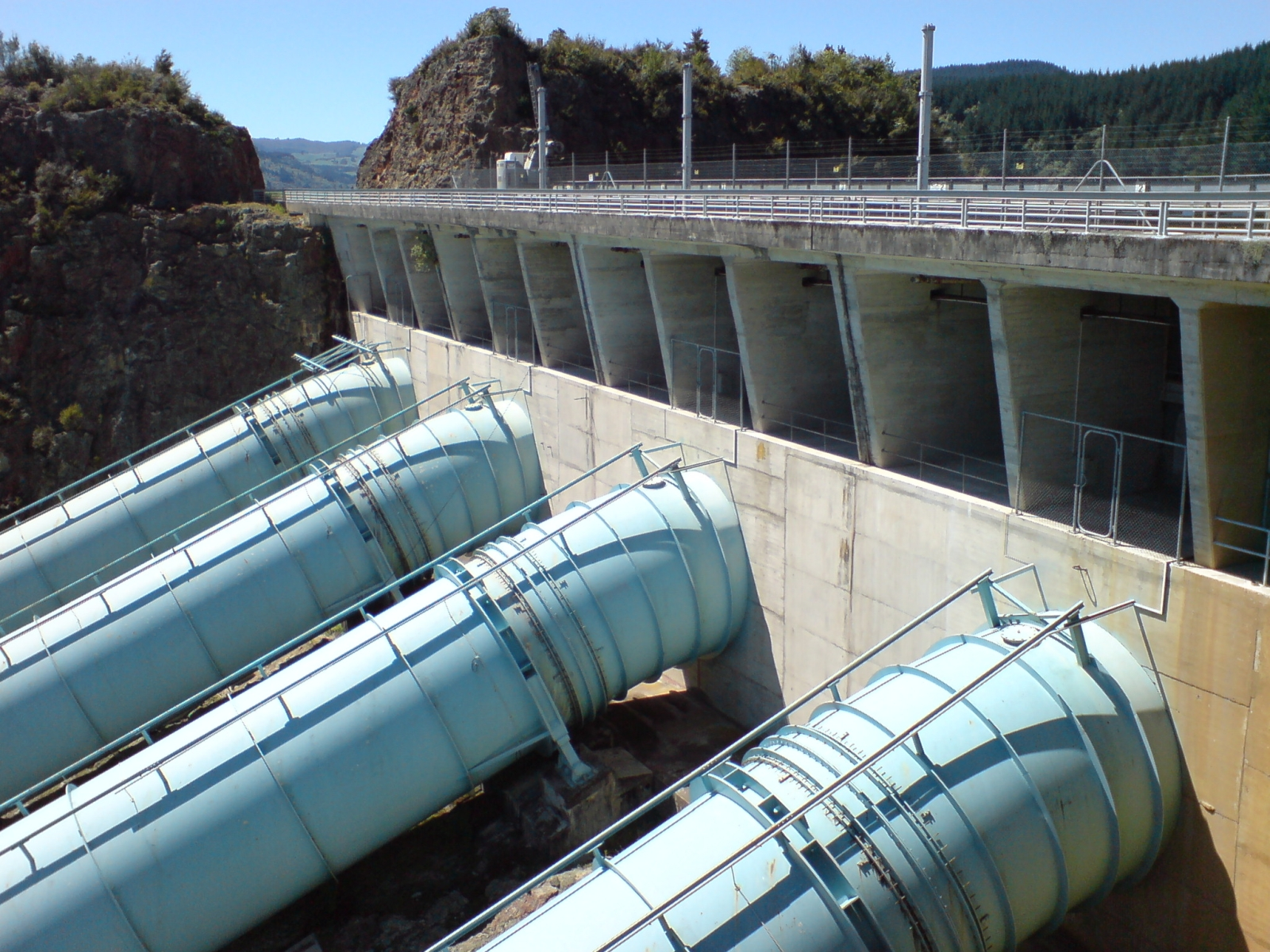
Vier künstliche geschlossene Gerinne am Kraftwerk Ohakuri

Gerinne (bergbaulich früher auch Gerenne, verwandt mit Rinne) bezeichnet in der Hydraulik (Fluiddynamik) das natürliche oder künstliche Gewässerbett, bergbaulich und außerhalb der Fachsprache auch einen kleinen, künstlich angelegten Wasserlauf.

## Arten von Gerinnen

### Offene und geschlossene Gerinne
- Offene Gerinne
  - Natürliche offene Gerinne sind natürliche Fließgewässer
  - Künstliche offene Gerinne, z. B. Kanäle oder technische Experimentier-Gerinne
- Geschlossene Gerinne
  - Natürliche geschlossene Gerinne, z. B. Karst- und Höhlengewässer, Grundwasserströme
  - Künstliche geschlossene Gerinne, z. B. Wasser- und Abwasserrohre

### Unterscheidung nach Wasserstand
Bei einem künstlichen Gerinne mit kreisförmigem Querschnitt spricht man von einem Halbgerinne, wenn der Wasserstand höchstens bis zum Kreismittelpunkt geht. Wenn das Wasser höher steht, ist es ein Hohlgerinne. Der Unterschied erklärt sich aus den Druckverhältnissen: In Halbgerinnen kann ein möglicher Druckanstieg vernachlässigt werden.

### Gerinne bei Wasserrädern
Bei einem Wasserrad nennt man die Wasserzuleitung auf den Motor das Obergerinne oder Aufschlaggerinne. Die Wasserableitung vom Motor ist das Untergerinne.
- Bei oberschlächtigen Wasserrädern ist das mit stärkerem Gefälle versehene Ende eines Obergerinnes das Schussgerinne.
- Bei unterschlächtigen Wasserrädern umschließt das Gerinne das Rad.  Ein Schnurgerinne liegt vor, wenn die Umschließung das Rad nur an einer Stelle berührt. Wenn das Rad längs eines Bogens konzentrisch umfasst wird, ist es ein Kropfgerinne.

Abschlussgerinne ist jener Graben, in den bei Nichtbenutzung des Triebwerks, also beim Abschluss des Aufschlaggerinnes, das Wasser fortgeführt wird. Das Ablassgerinne oder Freigerinne dient der Entfernung überschüssigen Wassers.

### Alte Bezeichnungen
Gefluder und Kesselgraben sind veraltete Synonyme im Sinne von Kanal. Der Ausdruck Künette wird häufig nur für die in größeren Kanälen angebrachten Niederwasserrinnen gebraucht.

## Gerinnehydraulik
Strömungen in offenen Gerinnen sind in vielen Anwendungsbereichen von Bedeutung (siehe auch Strömungslehre). Diese Gerinnehydraulik ermöglicht es Wasserbauingenieuren, neu gebaute oder umgebaute Gewässerbetten zu dimensionieren, d. h. für den zu erwartenden Abfluss leistungsfähig genug auszubilden.  In der Praxis werden im Rahmen des Planverfahrens im Wasserbau sogenannte hydraulische Nachweise zur Dimensionierung der Gerinne verlangt. Ein wichtiger Anwendungsbereich der Gerinnehydraulik ist die Berechnung von Hochwasserprofilen.